# Leptogenys tricosa
Leptogenys tricosa är en myrart som beskrevs av Taylor 1969. Leptogenys tricosa ingår i släktet Leptogenys och familjen myror. Inga underarter finns listade i Catalogue of Life.